# Mount Dolber
Mount Dolber är ett berg i Antarktis. Det ligger i Västantarktis. Inget land gör anspråk på området. Toppen på Mount Dolber är 865 meter över havet.
Terrängen runt Mount Dolber är kuperad åt nordost, men åt sydväst är den platt. Mount Dolber är den högsta punkten i trakten. Trakten är obefolkad. Det finns inga samhällen i närheten.